# Усубалієв Турдакун Усубалійович
Турдакун Усубалійович Усубалієв (6 листопада 1919, село Кочкорка Семиріченської області, тепер Кочкорського району Наринської області, Киргизстан — 7 вересня 2015, місто Бішкек, Киргизстан) — киргизький радянський державний і партійний діяч, 1-й секретар ЦК КП Киргизії. Член ЦК КПРС в 1961—1986 роках. Депутат Верховної Ради СРСР 6—11-го скликань (1962—1989 рр.).

## Біографія
Народився в селянській родині.
У 1937—1939 роках — вчитель, завідувач навчальної частини середньої школи села Кочкорка Тянь-Шаньського округа (області) Киргизької РСР.
У 1939—1941 роках — студент Киргизького державного педагогічного інституту.
Член ВКП(б) від 1941 року.
У 1941 році — вчитель середньої школи Тянь-Шаньської області Киргизької РСР.
У 1941—1942 роках — заступник завідувача відділу пропаганди і агітаці Кочкорського районного комітету КП(б) Киргизії Тянь-Шаньської області. У 1942—1943 роках — інструктор відділу пропаганди і агітаці ЦК КП(б) Киргизії.
У 1943—1945 роках — слухач Вищої партійної школи при ЦК ВКП(б) у Москві.
У 1945—1955 роках — інструктор ЦК ВКП(б) (КПРС).
У 1955—1956 роках — головний редактор республіканської газети «Совєттик Киргизстан».
У 1956—1958 роках — завідувач відділу пропаганди і агітаці ЦК КП Киргизії.
У 1958 — травні 1961 року — 1-й секретар Фрунзенського міського комітету КП Киргизії.
Одночасно 27 травня 1959 — 11 травня 1961 року — голова Верховної Ради Киргизької РСР.
9 травня 1961 — 2 листопада 1985 року — 1-й секретар ЦК КП Киргизії. Одночасно у 1962 — жовтні 1964 року — член Середньоазіатського бюро ЦК КПРС.
У 1965 році закінчив заочно Московський державний педагогічний інститут імені Леніна.
З листопада 1985 року — на пенсії у місті Фрунзе (Бішкеку) Киргизької РСР (Республіки Киргизстану).
Депутат Зборів народних представників Жогорку Кенеша Киргизької Республіки (1995—2005), був головою Комітету із депутатських повноважень, етики, зв'язку із громадськими об'єднаннями і засобами масової інформації. У червні 2008 року був співзасновником політичного руху «Єдиний Киргизстан» (ЄК).

## Нагороди
- чотири ордени Леніна (,1964, 5.11.1969, 6.11.1979)
- орден Жовтневої Революції
- орден Трудового Червоного Прапора
- орден Манас І ст. (1996) (Киргизька Республіка)
- Киргиз Республікасинин Баатири (Герой Киргизької Республіки) (14.10.1999) (Киргизька Республіка)
- орден Дружби (25.09.1999) (Російська Федерація)
- медалі